# Vörössapkás szúnyogevő
A vörössapkás szúnyogevő (Conopophaga castaneiceps) a madarak osztályának verébalakúak (Passeriformes) rendjébe és a szúnyogevőfélék (Conopophagidae) családjába tartozó faj.

## Rendszerezése
A fajt Philip Lutley Sclater angol ornitológus írta le 1857-ben.

## Alfajai
- Conopophaga castaneiceps brunneinucha Berlepsch & Stolzmann, 1896
- Conopophaga castaneiceps castaneiceps P. L. Sclater, 1857
- Conopophaga castaneiceps chapmani Carriker, 1933
- Conopophaga castaneiceps chocoensis Chapman, 1915[2]

## Előfordulása
Az Andokban, Ecuador, Kolumbia és Peru területén honos. Természetes élőhelyei a szubtrópusi és trópusi síkvidéki és hegyi esőerdők.

## Megjelenése
Testhossza 14 centiméter. A nemek tollazata különbözik.
|  |

## Életmódja
Kisebb ízeltlábúakkal táplálkozik.

## Természetvédelmi helyzete
Az elterjedési területe nagyon nagy, egyedszáma pedig növekszik. A Természetvédelmi Világszövetség Vörös listáján nem fenyegetett fajként szerepel.